# بوبکر یوبه
بوبکر یوبه (انگلیسی: Bubacarr Jobe؛ زادهٔ ۲۱ نوامبر ۱۹۹۴) بازیکن فوتبال اهل گامبیا است.
وی همچنین در تیم ملی فوتبال گامبیا بازی کرده است.